# Schoolgames
Die Schoolgames sind ein Projekt der Freyspiel GmbH, das mehr Relevanz und Praxis in den Schulalltag bringen soll. Lernspiele (Brettspiele) und Unterrichtsmaterialien werden gemeinsam mit Unternehmen entwickelt und Lehrern für ihren Unterricht bereitgestellt. Mit rund 2.800 teilnehmenden Schulen, 5.400 Lehrer und über 450.000 Schülern in Österreich und Deutschland sind die Schoolgames nach eigenen Angaben eines der größten Schulprojekte (Stand: Januar 2019). Regelmäßig finden auf Landes- und Bundesebene Schulturniere statt.

## Geschichte
Die Freyspiel GmbH (damals Freyspiel Communication Games) wurde von Jakob und Sonja Frey im Jahr 1998 als Familienunternehmen gegründet und spezialisierte sich auf die Entwicklung, Gestaltung und Produktion von Spielen als Kommunikationsmittel für Unternehmen. Besonders erfolgreich war die Idee des „Wirtschafts DKT“, das zu einem der meistverkauften Spiele Österreichs wurde. Ursprünglich als Give-Away wurde dieses entwickelt, um den Wirtschaftsstandort Graz zu promoten. Die klassischen DKT-Felder wurden dafür mit Grazer Firmen besetzt. Es folgten DKTs für andere Bundesländer und schließlich die Österreich-Version des Spiels.
Aus dem Erfolg des Spiels entwickelte die Geschäftsführung den Wunsch, wirtschaftliches Denken auch in Schulen zu fördern. Das Wirtschafts DKT wurde Schulen zur Verfügung gestellt und 2005 fanden die ersten „Austrian Business Schoolgames“ statt. Die besten drei Teams aus jedem Bundesland spielten in diesem Jahr erstmals um den Titel.
Ab diesem Zeitpunkt entwickelte sich aus dem Wirtschafts DKT der erste Business Master und das Projekt „Schoolgames“, bei dem der Fokus auf praxisnaher und spielerischer Vermittlung von Wissen im Schulunterricht liegt.
Einige Jahre später wurde die Tätigkeit auf die Slowakei (2009) und Deutschland (2010) ausgeweitet. Während die slowakische Version im Jahr 2011 wieder eingestellt wurde, konnte der deutsche Markt gehalten werden. Das Brettspiel wurde mittlerweile um Zusatzmaterialien (Unterrichtsmaterial, Jobprofile, Information zu den Unternehmenspartnern) erweitert.
Mit 2.800 Partner-Schulen in Österreich und Deutschland zählen die Schoolgames nach eigenen Angaben zu den größten Schulprojekten im deutschsprachigen Raum (Stand 2019).

## Brettspiele
Mit Brettspielen soll es Schülern ermöglicht werden, spielerisch den Lehrstoff zu wiederholen und gleichzeitig reale Unternehmen kennen zu lernen. Beides soll auf den Einstieg ins Berufsleben nach der Schule vorbereiten.
Das Spiel ist dabei eine Mischung aus Monopoly (Österreich: DKT) und Trivial Pursuit. Statt Straßen können reale Unternehmen erworben werden, statt ein Haus oder ein Hotel zu bauen, wird das Unternehmen entwickelt und schließlich zur AG. Vor jeder dieser Aktionen muss jedoch eine Frage aus dem Lehrstoff beantwortet werden – nur bei einer richtigen Antwort darf der Spieler investieren. Kommt man auf ein gegnerisches Feld bezahlt man einen Auftrag an den Spieler, der das Unternehmen besitzt. Neben den klassischen Spielfeldern gibt es wie bei Monopoly Aktions- und Bankfelder für besondere Spielaktionen.
Für Schulen sind die Spiele kostenlos erhältlich.

### Businessmaster
Der Businessmaster ist seit 2005 erhältlich und enthält Fragen zum Geografie- und Wirtschaftsunterricht, die anhand von Unternehmensbeispielen gestellt werden. Das Spiel eignet sich sowohl für die 5. bis 9. Schulstufe (Junior-Version) als auch für die 9. bis 12. Schulstufe (Senior-Variante) und kann auf Deutsch und Englisch gespielt werden. Die Inhalte orientieren sich dabei am Lernzielkatalog des EBC*L, dem „Europäischen Wirtschaftsführerschein“. Damit vermittelt der Businessmaster einen EU-weit anerkannten Wirtschaftskompetenz-Standard und ist zudem zu allen Bundesländer-Lehrplänen kompatibel.

### Mintmaster
Der Mintmaster wurde im Jahr 2015 das erste Mal aufgelegt. Er behandelt speziell die MINT-Fächer (Mathematik, Informatik, Naturwissenschaft, Technik) und ist nur auf Deutsch erhältlich.

## Bundes- und Landesfinali
Einmal im Jahr werden Landesfinali sowie in Deutschland und Österreich ein nationales Bundesfinale durchgeführt, bei denen die besten Schul-Teams aufeinandertreffen. Ausgetragen wird das Bundesfinale traditionell von einem der Schoolgames-Partnerunternehmen.
| Datum      | Austragungsort | Unternehmenspartner                 |
| ---------- | -------------- | ----------------------------------- |
| 22.05.2019 | Linz           | Raiffeisenlandesbank Oberösterreich |
| 30.05.2018 | Wien           | Siemens Österreich                  |
| 26.01.2018 | Stuttgart      | Siemens Deutschland                 |
| 29.05.2017 | Linz           | voestalpine                         |
| 02.11.2016 | Frankfurt      | Deutsche Bank                       |
| 18.09.2015 | Hamburg        | EDEKA                               |
| 27.05.2015 | Wien           | UniCredit                           |

## Unterrichtsmaterial
Für den Einsatz im Schulunterricht produziert Schoolgames in Zusammenarbeit mit Schulbuchverlagen und pädagogisch geschulten Autoren auch Unterrichtsmaterialien zu Themen aus dem Lehrstoff. Jedes Thema wird dabei am Beispiel eines Unternehmens erklärt und gezielt für den Unterricht aufbereitet. Viele Materialien eignen sich auch für den fächerübergreifenden Unterricht: So wird zum Beispiel am Stratos-Sprung von Felix Baumgartner im Informatik-Unterricht die Sprungparabel berechnet, in Physik die Hitzereibung erklärt und in Psychologie die Auswirkungen auf den Körper besprochen.
Lehrer finden in den Unterlagen einen Vorschlag zur Gestaltung der Unterrichtseinheiten, Informations- und Arbeitsblätter sowie Jobprofile zu thematisch passenden Berufen.
Zuletzt veröffentlichte Materialien erklären die Supply Chain anhand des Weges der Tomate von der Ernte bis ins Regal oder die Digitalisierung am Beispiel von Siemens Deutschland.

## Jobprofile
Um Berufsorientierung direkt in den Unterricht einbauen zu können, stellt Schoolgames den Lehrern Jobprofile zu unterschiedlichen Unterrichtsfächern zur Verfügung. Menschen erzählen darin von ihrem Beruf und erklären, welche Schulfächer für diese Stelle besonders wichtig sind.